# Begnaelvsystemet
Begnaelvsystemet eller på norsk Begnavassdraget dækker et areal på 4875 km² og er en del af Drammensvassdraget. Hovedfloden Begna er 213 km lang og har en højdeforskel på ca. 1.850 m. Begna løber mod syd fra Filefjell, gennem landskabet Valdres og søerne Vangsmjøsi, Slidrefjorden, Strondafjorden og Aurdalsfjorden, ned gennem Begnadalen til Nes i Ådal og søen Sperillen via Ådalselven og videre ned til Hønefoss, hvor den løber sammen med Randselven og danner Storelven som løber ud i Tyrifjorden. Herfra fortsætter elvsystemet i Drammenselven. Normal vandføring ved udløbet af Sperillen er på 88 m3/s

## Kraftværker i Begnaelvsystemet
- Bagn kraftværk
- Eid kraftværk
- Faslefoss kraftværk
- Fossheimfoss kraftværk
- Kalvedalen kraftværk
- Lomen kraftværk
- Ylja kraftværk
- Åbjøra kraftværk
- Hensfoss kraftværk
- Begna kraftværk
- Hofsfoss kraftværk
- Hønefoss kraftværk